# Tạ Tinh
Tạ Tinh (giản thể: 谢旌; phồn thể: 謝旌; bính âm: Xie Jing) là tướng lĩnh Đông Ngô thời Tam Quốc trong lịch sử Trung Quốc.

## Cuộc đời
Tạ Tinh không rõ quê quán, có nguồn cho rằng Tạ Tinh là tộc nhân của Tạ phu nhân, chính thê của Tôn Quyền, quê ở huyện Sơn Âm, quận Cối Kê, Dương Châu.
Năm 219, thừa dịp Quan Vũ đánh Tương Dương, Lã Mông cho quân đánh úp Kinh Châu. Tạ Tinh chỉ huy bộ binh cùng Lý Dị chỉ huy thủy quân, tổng cộng 3.000 người, theo Lục Nghị đánh tan quân phòng thủ Kinh Châu do Chiêm Yến, Trần Phượng chỉ huy. Trần Phượng bị bắt sống rồi đầu hàng. Lục Nghị lại dẫn dắt Lý Dị, Tạ Tinh đánh bại quân của Thái thú Phòng Lăng Đặng Phụ, Thái thú Nam Hương Quách Mục, cùng mấy nghìn di binh của Văn Bố, Đặng Khải.
Không còn ghi chép gì về Tạ Tinh sau đó.

## Trong văn hóa
Trong tiểu thuyết Tam quốc diễn nghĩa, Tạ Tinh xuất hiện ở hồi 82, là bộ tướng của Tôn Hoàn, có sức khoẻ muôn người không địch nổi. Ngô Ban tấn công Nghi Đô do Tôn Hoàn trấn thủ, cho Trương Bào ra trận. Trương Bào đánh với Tạ Tinh hơn 30 hiệp. Tạ Tinh thua chạy. Lý Dị xông ra cứu viện, nhờ Đàm Hùng bắn tên khiến Trương Bào ngã ngựa, định chém thì bị Quan Hưng chém chết. Hôm sau, Tôn Hoàn tấn công nhưng thua trận, bị Ngô Ban cùng Phùng Tập, Trương Nam đánh đuổi. Tạ Tinh đụng phải Trương Bào, bị một mâu đâm xuống ngựa. Tôn Hoàn tổn thất Lý Dị, Tạ Tinh, Đàm Hùng cùng nhiều quân sĩ, phải sai người đến chỗ Chu Nhiên cầu cứu.